# ハニー・シーイサーン
ハニー・シーイサーン（タイ語: ฮันนี่ ศรีอีสาน、英: Honey Sri-Isan）は、タイのモーラム歌手。1986年にイェナウィー・プロモーション（เยนาวี่ โปรโมชั่น）の歌手として業界に入り、1992年2月26日に死去。

## 略歴
ハニー・シーイサーン（1971年10月22日 -  1992年2月26日）はタイのモーラム歌手。代表曲に「ベッドに落ちる涙（น้ำตาหล่นบนที่นอน）」、「ウォンピーが持ってるのは愛だけ（วอนพี่มีรักเดียว）」、「カーラシンから来た娘の絶望（สาวกาฬสินธุ์สิ้นหวัง）」がある。
本名はスピン・メーウィチット（สุพิณ เหมวิจิตร）。カーラシン県（จังหวัดกาฬสินธุ์）カマラサイ区（อำเภอกมลาไสย）ドンリン地区（ตำบลดงลิง）バーンムェイ（บ้านเมย）に14人きょうだいの末っ子として生まれる。1983年、コックムェイプラチャパッタナ小学校（โรงเรียนเมยประชาพัฒนา）に入学し、6年満了まで学ぶ。1986年、16歳のときに歌手になることを決意し、モーラム歌謡の世界に飛び込む。「モーラムに咲く天才」と呼ばれた。
外見がタイ女優の「”ハニー”・パッソン・ブンヤキヤット（ฮันนี่ ภัสสร บุณยเกียรติ）」に似ていたことに因んで「ハニー」を名乗った。タイの新聞「タイラット紙（มาลัยไทยรัฐ）」によるとハニー・パッソン・ブンヤキヤットは、タイで初めて水着を着た女性だそうだ（この「ハニー」は、英語の蜂蜜ーHoneyーのことで、タイ語の発音は「ハンニー」が近いのだが、彼女が日本語で紹介されるとき、「ハニー」の表記が採られることが多いので、それに倣った）。「シーイサーン」は、「良い東北」くらいの意味である。
デビューしてすぐに有名になり、チンタラー・プーンラープ（จินตหรา พูนลาภ）、アムプン・プータイ（อำพล ภูไท）、マーチャー・ファーイサーン（มาช่า ฟ้าอิสาน）などと並ぶ偉大なモーラム歌手である。

## 死歿
1992年2月26日水曜日04時30分、シーサケート県（จังหวัดศรีสะเกษ）シーサケート郡（อำเภอเมืองศรีสะเกษ）プラングクー区（อำเภอปรางกู่）での公演から帰還する途上、公演開催地から6~7km先のシーサケート県シーサケート郡ノンケウ地区（ตำบลหนองแก้ว）にあるシーサケット＝ウボンラーチャターニー道路上で乗車していたピックアップトラックが転倒。脛骨の骨折で即死した。わずか21歳と4ヶ月、4日の生涯だった。
事故現場付近には祠が建てられ、毎年、命日には記念コンサートが開催されている。

## 作品

### 制作アルバム
- Nam Ta Lon Bon Tee Non (น้ำตาหล่นบนที่นอน)
- Won Phee Mee Rak Diew. (วอนพี่มีรักเดียว)
- Karasin girls don't hope. (สาวกาฬสินธุ์สิ้นหวัง)
- Kao Taeng Rao Trom (เขาแต่ง เราตรม)
- Fan Rak Fan Rai (ฝันรัก ฝันร้าย)
- Suay Pro Pra Daek (สวยเพราะปลาแดก)